# Stara Synagoga w Kaliszu
Stara Synagoga w Kaliszu – synagoga, która znajdowała się w Kaliszu, przy placu na tzw. Rozmarku. Spłonęła w 1852 roku.
Synagoga została zbudowana po 1659, kiedy kaliski kahał wykupił plac pod jej budowę. W 1792 podczas wielkiego pożaru miasta, razem z zabudowaniami tej części Kalisza spłonęła także synagoga. Dzięki zamożności kaliskiej gminy i staraniom Abrahama Gombinera szybko udało się ją odbudować. 
18 lipca 1852 w dzielnicy żydowskiej wybuchł kolejny pożar, który strawił znaczną część budynków oraz synagogę. Na jej miejscu wzniesiono nową, również murowaną synagogę, zwaną Wielką.
Murowany budynek synagogi wzniesiono w stylu renesansowym. Jej wnętrza zdobiła ornamentyka roślinna, a sklepienia dekoracja stiukowa w stylu kalisko-lubelskim.